# Estación de Zúrich Seebach
La estación de Zúrich Seebach es una estación ferroviaria del barrio de Seebach, perteneciente a la comuna suiza de Zúrich, en el Cantón de Zúrich.

## Situación
La estación se encuentra ubicada en el borde sur del núcleo urbano del barrio de Seebach, situado en el distrito 11 de la ciudad de Zúrich.
La estación de Zúrich Seebach cuenta con un único andén central, al que acceden dos vías. Hay otras dos vías pasantes junto a la estación, lo que hacen que la estación tenga un total de cuatro vías pasantes.
En términos ferroviarios se encuentra situada en la línea Wettingen - Effretikon. Sus dependencias ferroviarias colaterales son la estación de Zúrich Affoltern hacia Wettingen y la estación de Zúrich Oerlikon en dirección Effretikon.

## Servicios ferroviarios
El único servicio ferroviario existente en la estación es prestado por SBB-CFF-FFS, debido a que la estación está integrada dentro de la red de cercanías S-Bahn Zúrich, y en la que efectúan parada los trenes de una línea perteneciente a S-Bahn Zúrich:
- S 6 Baden – Regensdorf-Watt – Zúrich HB – Uetikon